# Општина Петрикани (Њамц)
Петрикани (рум. Petricani) општина је у Румунији у округу Њамц.
Oпштина се налази на надморској висини од 311 m.